# Parada (Arcos de Valdevez)
Parada ist ein Ort und eine ehemalige Gemeinde (Freguesia) im nordportugiesischen Kreis Arcos de Valdevez.

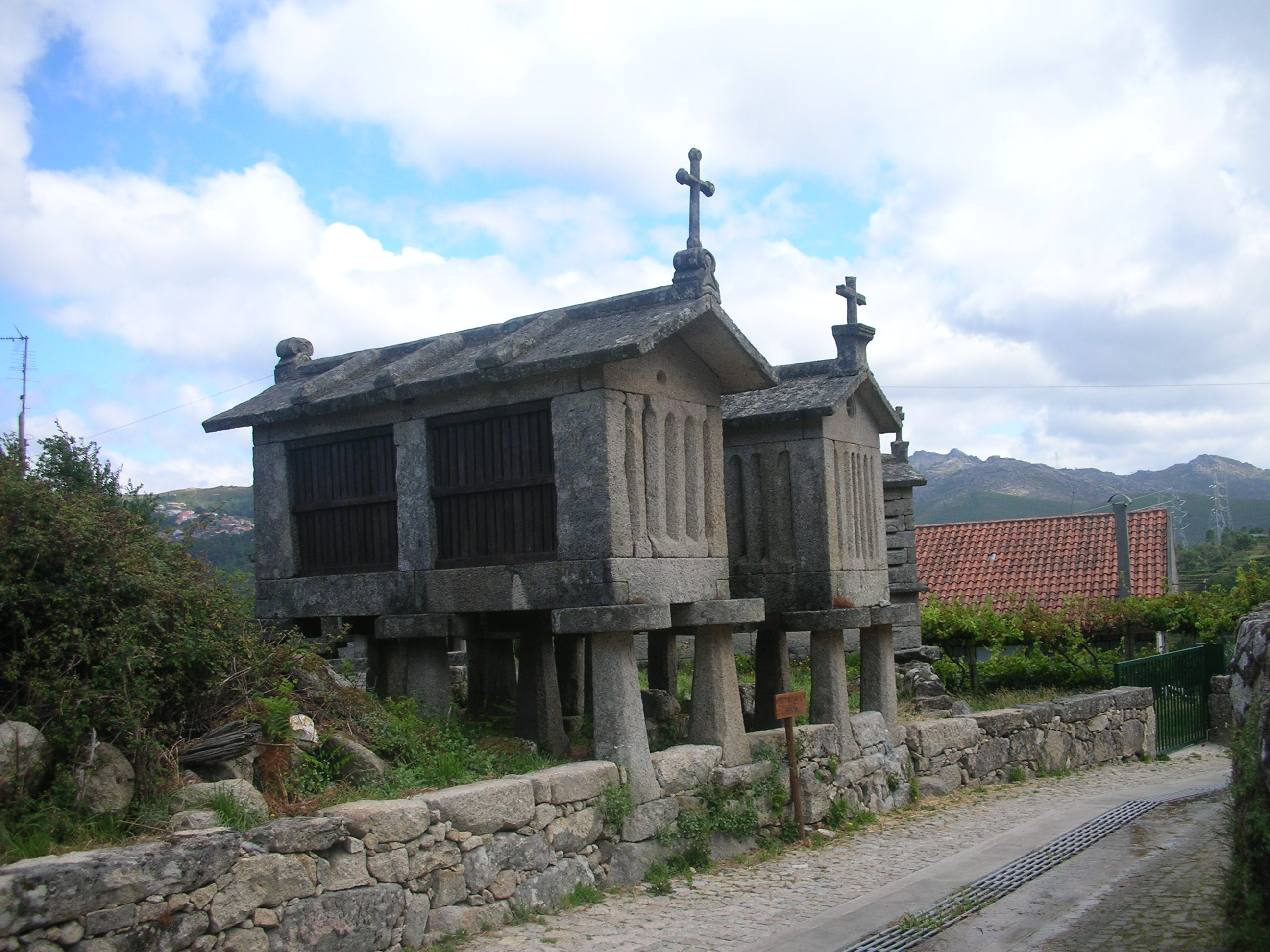
Hórreos in Parada

 In der Gemeinde lebten 380 Einwohner (Stand 30. Juni 2011).
Am 29. September 2013 wurden die Gemeinden Parada, Arcos de Valdevez (Salvador) und Vila Fonche zur neuen Gemeinde União das Freguesias de Arcos de Valdevez (Salvador), Vila Fonche e Parada zusammengefasst.